# Okamejei boesemani
Okamejei boesemani är en rockeart som först beskrevs av Ishihara 1987.  Okamejei boesemani ingår i släktet Okamejei och familjen egentliga rockor. IUCN kategoriserar arten globalt som otillräckligt studerad. Inga underarter finns listade i Catalogue of Life.